# Пантелеимон (Прохоров)
Пантеле́имон (в миру Пётр Саве́льевич Про́хоров 1811—1884) — схимонах, подвижник, основатель Костычевской Смоленской женской общины.

## Биография
Пётр Прохоров родился в 1811 году в селе Старые Костычи Сызранского уезда Симбирской губернии в крестьянской семье. Грамоте не учился; в 1829 году Пётр Савельевич Прохоров был уже женат, имел семью, но вёл подвижническую жизнь — носил вериги и путешествовал по святым местам.

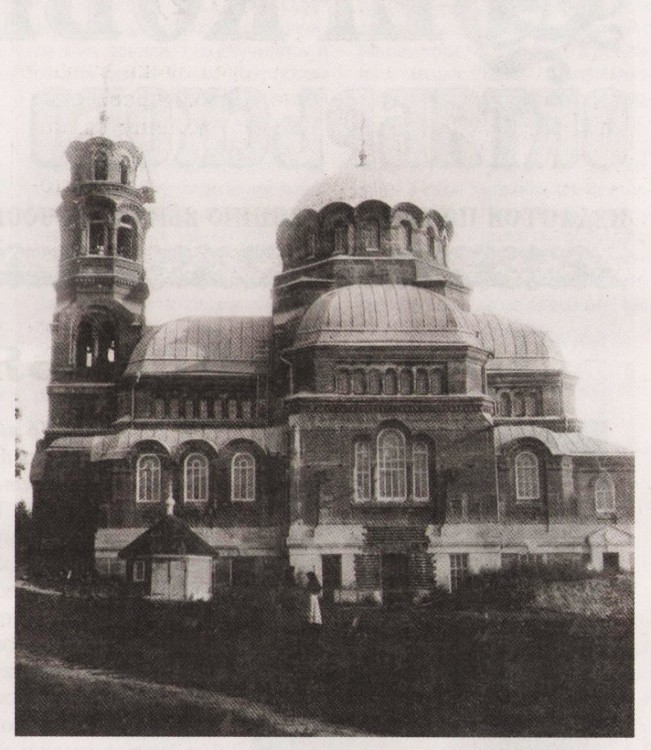
Костычевский Смоленский монастырь (полностью уничтожен большевиками)

После десятилетней супружеской жизни оставил жену и в 1840 году ушел на Афон, где в Пантелеймоновском монастыре нёс различные послушания, был пострижен в рясофор с именем Пахомия и в монашескую мантию — с именем Пантелеймона, видел труды отшельников, хотел сам предаться подвигам, но получил указание подвизаться в Российской империи и обращать в православие раскольников.
Пантелеймон Прохоров совершил большое путешествие по Палестине, посетил многие святые места в России, а возвратившись в родные края, затворился в 1860 году в небольшой келье-землянке и проводил время в молитве, стоя на гранитном камне и питаясь пресным хлебом и водой.
В 1861—1870 гг. своей подвижнически-аскетической жизнью Пантелеймон Прохоров заметно содействовал обращению в православную веру раскольников. Подвиги его стали известны далеко и привлекали много народу с немалыми пожертвованиями, которые он отсылал на Афон и в Иерусалим.
В 1866 году он предпринял ещё одно путешествие на Афон и в Иерусалим, где принял схиму с именем Пантелеймона.
Возвратившись на родину Пантелеймон Прохоров, принялся, без всяких средств, за постройку церкви и устройство при ней женской общины. В 1869 году была готова кладбищенская церковь во имя Смоленской Божией Матери в Старых Костычах, а в 1883 году, после многочисленных затруднений, старцу Пантелеймону удалось добиться разрешения на открытие женской общины в родном селе, которая де-факто уже давно неофициально там существовала.
Пантелеймон Прохоров скончался 3 января 1884 года. После октябрьского переворота обитель была полностью уничтожена большевиками и лишь после крушения коммунистического режима стали предприниматься попытки возродить общину.
В середине 1990-х настоятель новосозданного Смоленского храма Октябрьска протоиерей Евгений Матвеев стал изучать историю Старо-Костычевского монастыря и задумал найти могилу его основателя, схимонаха Пантелеимона. К поискам были привлечены последние насельницы монастыря, с помощью которых был составлен план монастырской усадьбы, после чего начались раскопки на бывшей монастырской территории.
В ходе поисков были обнаружены могилы игуменьи Маргариты, последнего священника монастыря Василия Тепловодского и старца Пантелеимона. 22 апреля 2004 года по благословению архиепископа Самарского и Сызранского Сергия благочинным Сызранского округа протоиереем Григорием Коберником и священством Сызранского благочиния мощи старца Пантелеимона были перенесены в Смоленский храм.